# 中林洞
中林洞 （チュンニムドン、朝：중림동）は、ソウル特別市中区にある行政洞。

## 概要
中林洞は中区の西端に位置している行政洞である。三方が区境となっており、北は西大門区、南は龍山区、西は麻浦区にそれぞれ接している。東は同じ区内の小公洞と会賢洞にそれぞれ接している。

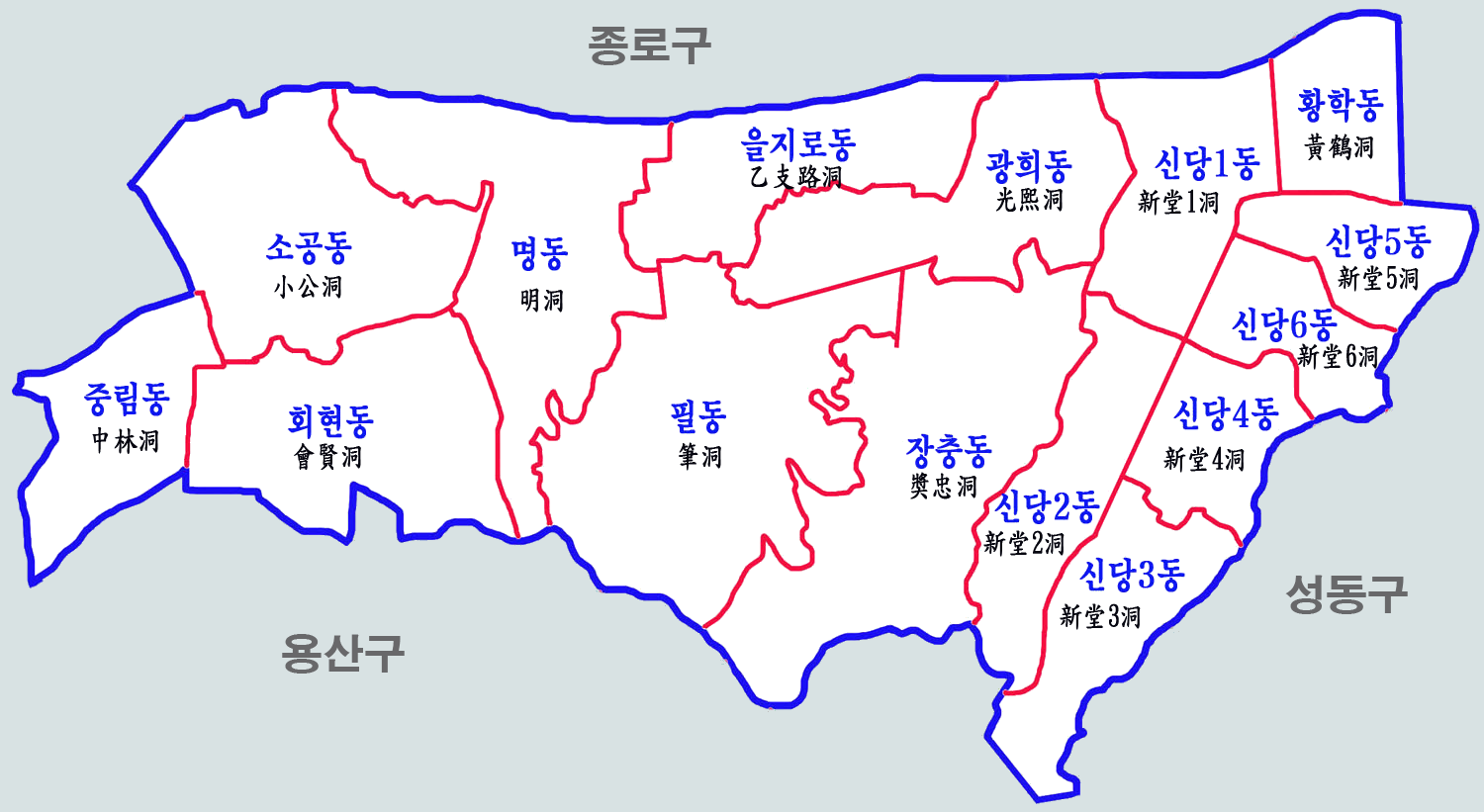
中区の行政洞

## 法定洞
管轄の法定洞は以下のとおりである。
- 中林洞 （チュンニムドン、중림동）
- 義州路2街 （ウィジュロイガ、의주로2가）
- 万里洞1街 （マルリドンイルガ、만리동1가）
- 万里洞2街 （マルリドンイガ、만리동2가）